# 60 Jours de prison

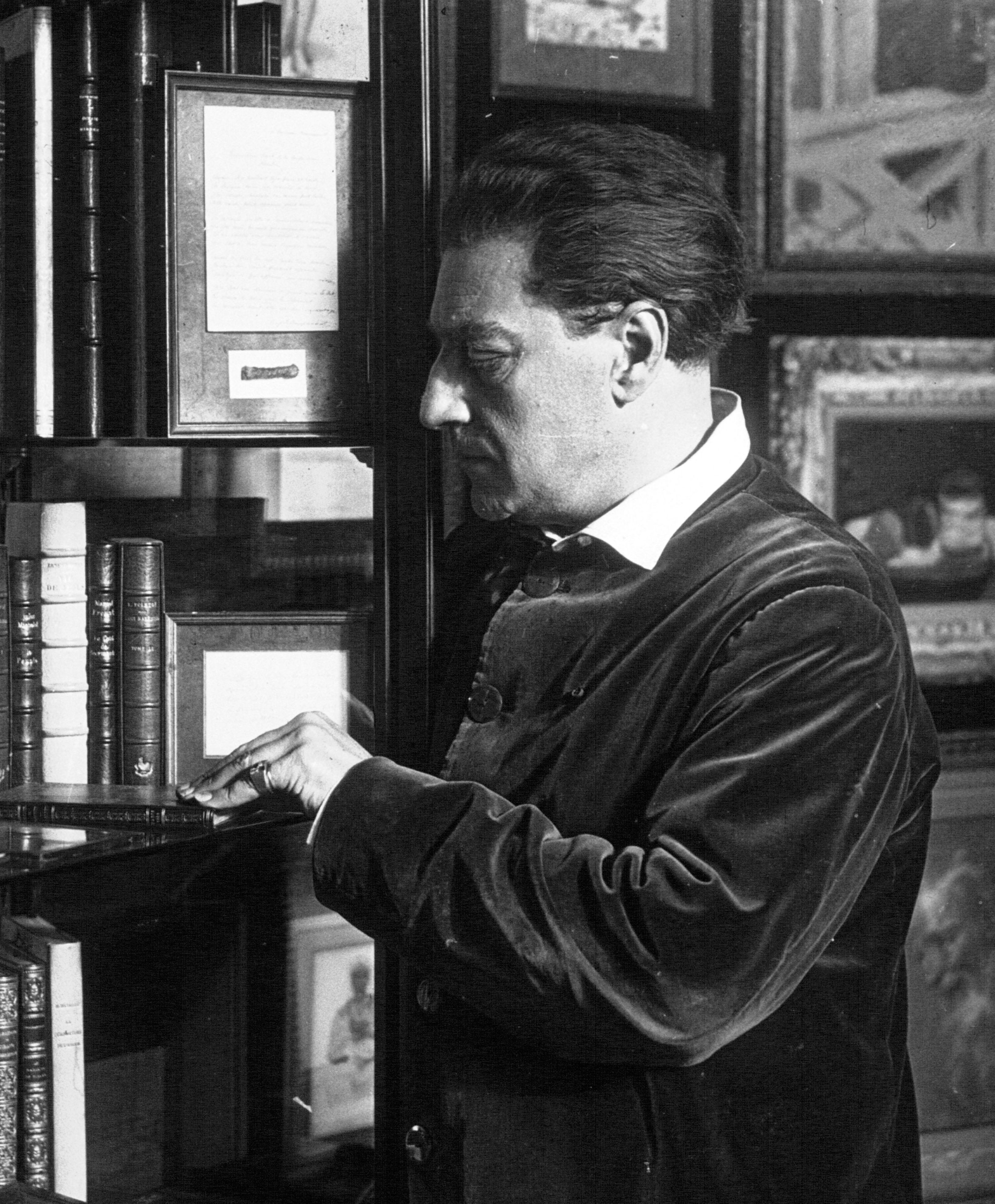
Sacha Guitry en 1931

60 Jours de prison est un récit de Sacha Guitry publié en 1949, témoignage de son expérience de l'épuration à la Libération en France.

## Résumé
Le 23 août 1944, à 11 heures du matin, deux hommes, revolver au poing, font irruption chez Sacha Guitry. Sans même lui laisser le temps de s’habiller et de prendre quelques affaires, avec trois autres soldats, ils le conduisent, à pied, en pyjama, à la mairie du VIIe arrondissement de Paris. C’est ainsi que commence une douloureuse incarcération qui va durer 60 jours.

## Contexte
En 1939, Sacha Guitry, dont la candidature est soutenue par René Benjamin, entre à l’Académie Goncourt. En 1940, tandis que Paris est occupé par les Allemands, Sacha demande et obtient l’autorisation de rouvrir le théâtre de la Madeleine. À partir du mois de juillet, il y joue Pasteur. Il jouera ainsi pendant les quatre ans d’occupation différentes pièces dont il est l’auteur sans toutefois autoriser qu’elles soient jouées en Allemagne. 
En cette période d'occupation, les théâtres jouent souvent à guichet fermé, et les acteurs et auteurs dramatiques gagnent bien leur vie. Les malheurs de son pays ne le laissent toutefois pas indifférent et il interviendra pour faire libérer douze personnes, parmi lesquelles Tristan Bernard, sa femme et son fils, incarcérés parce qu’ils sont juifs. 
Son album 1429-1942 : De Jeanne d'Arc à Philippe Pétain, catalogue des gloires françaises, historiques et artistiques conçu en 1942 et publié en 1944, n’a pas favorisé sa réputation, dans un régime de Vichy qui pratique déjà l’hagiographie au bénéfice du chef de l’Etat.
Il participe également à de nombreux galas en faveur du Secours national, un instrument de la propagande de Vichy, qui récupère notamment le produit de la liquidation des biens des Français déchus de leur nationalité. 
Lorsque, en août 1944, Paris se soulève contre les Allemands, il est immédiatement arrêté et passera deux mois au dépôt, au Vél d'Hiv, puis à Drancy, avant que ses avocats, Paul Delzons et Georges Chresteil, le fassent libérer. C’est en 1947 qu’il obtiendra enfin un non-lieu. « J’aurais préféré un procès », écrit-il.
La première partie de son récit, intitulée Quatre ans d’occupation, qui couvre la période 1940-1944, a été publiée en 1947.

## Récit
Le récit est dédié à Henri Jadoux, son ami fidèle qui illustra Le Théâtre et l’amour, Ils étaient neuf célibataires et Et voici des vers.
Dans la préface, l’auteur explique que cet ouvrage est réellement le journal de sa détention, écrit de façon illisible pour le cas où il tomberait entre les mains de ses geôliers, qu’il a recopié pour le rendre lisible sans rien en changer, la publication sous forme de fac-similé étant destinée à le rendre plus réaliste et plus vivant. 
Le récit suit le parcours dans ses différents lieux de détention. Il partage un temps la cellule que Jérôme Carcopino, ancien ministre du gouvernement Darlan, puis de M. Rogues, directeur des usines Renault.

## Sommaire du récit
- Dédicace à Jadoux.
- Préface
- Le mois qui précéda mon arrestation (23 juillet - 22 août)
- Mon arrestation (23 août)
- La mairie du VIIe (23 août)

- Le dépôt (23 août - 27 août)

- En cellulaire (28 août)
- Le Vél d’hiv (28 août)

- Drancy (2 septembre - 14 octobre)

- Aller et retour
- Fresnes (18 octobre - 24 octobre)

## Décisions de classement
L'affaire Sacha Guitry donnera lieu à deux décisions de classement dont l'auteur présente des extraits en introduction de son récit : une première décision de classement du 7 mai 1945, puis une deuxième décision de classement du 8 août 1947.

## Sources et éditions
- Dominique Desanti, Sacha Guitry, cinquante ans de spectacle, Grasset éditeur, 1982  (ISBN 2253037478)
- Sacha Guitry, Quatre ans d'occupations, Les Éditions de l'Élan, 1947
- Sacha Guitry, 60 Jours de prison, Les Éditions de l'Élan, 664 pages, broché, In-8 (19 X 14,5 cm), Fac-similé du manuscrit, illustré par des croquis de l'auteur. 1949
- Réédition : Raoul Solar, 261 pages, broché, in-4, illustré par des croquis de 'auteur, 1955.